# Майка Крістенсон
Майка Крістенсон (англ. Micah Christenson, нар. 8 травня 1993, Гонолулу, Гаваї, США) — американський волейболіст, бронзовий призер Олімпійських ігор 2016 року.

## Життєпис
Із сезону 2021—2022 років виступав за казанський «Зеніт». Після початку російського вторгнення в Україну 2022 року продовжив грати за цей клуб.

### Виступи на Олімпіадах
| Олімпіада           | Дисципліна | Місце |
| ------------------- | ---------- | ----- |
| Ріо-де-Жанейро 2016 | волейбол   | 3     |